# Палмасия
Палмасия (порт. Palmácia)  —  муниципалитет в Бразилии, входит в штат Сеара. Составная часть мезорегиона Север штата Сеара. Входит в экономико-статистический  микрорегион Батурите. Население составляет 9580 человек на 2006 год. Занимает площадь 117,816 км². Плотность населения — 81,3 чел./км².

## Статистика
- Валовой внутренний продукт на 2003 составляет 18.008.063,00 реалов (данные: Бразильский институт географии и статистики).
- Валовой внутренний продукт на душу населения на 2003 составляет 1.854,97 реалов (данные: Бразильский институт географии и статистики).
- Индекс развития человеческого потенциала на 2000 составляет 0,650 (данные: Программа развития ООН).